# Jiovanny William
Pour les articles homonymes, voir William.
Jiovanny William, né le 3 juin 1985 à Fort-de-France en Martinique, est un avocat et homme politique français.
Il est élu député dans la première circonscription de la Martinique aux élections législatives de 2022 et treizième vice-président de la communauté d'agglomération du Pays Nord Martinique depuis 2020.
Il est également conseiller municipal du Robert de 2014 à 2022.

## Biographie
Jiovanny William est né le 3 juin 1985 à Fort-de-France mais grandit au Robert où il suit sa scolarité primaire. Il est titulaire d'un Master de Droit et est reçu à l'École d'avocats de Bordeaux en 2012. En 2013, il prête serment comme avocat au Barreau de Fort-de-France.
En 2014, Jiovanny William se présente aux élections municipales au Robert sur la liste conduite par Chantal Maignan, du Parti régionaliste martiniquais situé à droite de l'échiquier politique. Il est alors élu dans l'opposition au maire du Robert, mais devient aussi conseiller communautaire à la Communauté d'agglomération du Pays Nord Martinique (CAP Nord).
Lors des élections législatives de 2017, il se présente comme suppléant de Josette Manin dans la première circonscription de la Martinique
Pour les élections municipales de 2020, il se présente sur la liste du maire sortant du Robert, Alfred Monthieux, contre celle de Chantal Maignan, ce qui lui permet de devenir adjoint au maire, chargé des ressources humaines et de conserver son mandat de conseiller communautaire à CAP Nord .
Il est élu député dans la première circonscription de la Martinique lors des élections législatives de 2022, avec 63 % des voix, face à Philippe Edmond-Mariette.
Il choisit de rejoindre le groupe parlementaire de la Gauche démocrate et républicaine.
En juin 2024, à la suite de la dissolution de l'Assemblée nationale, il est candidat à sa réélection sous la bannière du Nouveau Front populaire. Lors du premier tour, il finit en tête avec plus de 56,56% des voix de nouveau face à Philippe Edmond-Mariette, qui atteint 13,42%, synonymes de second tour en raison de la faible participation.
En mai 2025, il propose un projet de loin intitulé « Avis à la victime » qui consiste à mieux informer les personnes dont les plaintes sont classées sans suite afin de rendre de la dignité et du respect. Dans le même temps, il estime que cette loi va aider à désengorger les tribunaux en évitant la surabondance de courriers de personnes demandant des nouvelles de la plainte déposée. Examinée le 6 mai, la proposition de loi est adoptée à l'unanimité, moins l'abstention des députés du RN.

## Synthèse des résultats électoraux

### Élections législatives
| Année | Parti | Parti | Circonscription      | 1er tour | 1er tour | 1er tour | 2d tour | 2d tour | 2d tour | Issue |
| Année | Parti | Parti | Circonscription      | Voix     | %        | Rang     | Voix    | %       | Rang    | Issue |
| ----- | ----- | ----- | -------------------- | -------- | -------- | -------- | ------- | ------- | ------- | ----- |
| 2022  |       | SE    | 1re de la Martinique | 2 168    | 14,55    | 2e       | 11 336  | 62,94   | 1er     |       |
| 2024  |       | SE    | 1re de la Martinique | 13 095   | 56,56    | 1er      | 18 552  | 81,97   | 1er     |       |